# Štore
Štore est une commune de l'est de la Slovénie située dans la région de la Basse-Styrie. La commune est née en 1995 de la réorganisation du territoire de la commune de Celje.

## Géographie

### Villages
Les villages qui composent la commune sont Draga, Javornik, Kanjuce, Kompole, Laška vas pri Štorah, Ogorevc, Pečovje, Prožinska vas, Svetina, Svetli Dol, Šentjanž nad Štorami et Štore.

## Démographie
Entre 1999 et 2021, la population de la commune de Štore est restée proche de 4 000 habitants,.
Évolution démographique
| 1999  | 2000  | 2001  | 2002  | 2003  | 2004  | 2005  | 2006  | 2007  |
| ----- | ----- | ----- | ----- | ----- | ----- | ----- | ----- | ----- |
| 4 125 | 4 128 | 4 165 | 4 162 | 4 148 | 4 137 | 4 143 | 4 199 | 4 256 |
| 2008  | 2009  | 2010  | 2011  | 2012  | 2013  | 2014  | 2015  | 2016  |
| 4 311 | 4 260 | 4 289 | 4 270 | 4 297 | 4 292 | 4 250 | 4 263 | 4 239 |
| 2017  | 2018  | 2019  | 2020  | 2021  |       |       |       |       |
| 4 242 | 4 257 | 4 616 | 4 529 | 4 477 |       |       |       |       |